# شنگ‌ها (سرده)
شنگ‌ها (سرده) (نام علمی: Lutra) نام یک سرده از زیرخانواده سمور آبی است.

## گونه‌ها
- Lutra lutra – شنگ (جانور)
- Lutra nippon – سمور آبی ژاپنی
- Lutra sumatrana – شنگ بینی‌مودار